# Közönséges mormon pillangó
A közönséges mormon pillangó (Papilio polytes) a rovarok (Insecta) osztályának lepkék (Lepidoptera) rendjébe, ezen belül a pillangófélék (Papilionidae) családjába tartozó faj.

## Előfordulása
A közönséges mormon pillangó a következő országokban és szigeteken fordul elő: Pakisztánban, Indiában, Bangladesben, Nepálban, Srí Lankán, Mianmarban, Thaiföldön, Kína délnyugati, déli és délkeleti részein (beleértve Hajnan és Kuangtung tartományokat), a Kínai Köztársaságban, Hongkongban, a Japánhoz tartozó (Rjúkjú-szigeteken), Vietnámban, Laoszban, Kambodzsában, az Andamán- és Nikobár-szigeteken, a Maláj-félsziget keleti részén, Bruneiben, Indonéziában (kivéve a Maluku-szigeteket és Nyugat-Új-Guineát), a Fülöp-szigeteken és az Északi-Mariana-szigetekhez tartozó Saipanon.
Az elterjedési területén nagyon közönséges lepkefaj; továbbá nincs veszélyeztetve.

## Alfajai
Ennek a lepkefajnak számos alfaja van:
- Papilio polytes alcindor Oberthür, 1879 – Buton, Salayer és Celebesz
- Papilio polytes alphenor Cramer, [1776] – Fülöp-szigetek
- Papilio polytes javanus Felder, 1862 – Bali, Bangka, Biliton, Jáva és Dél-Szumátra
- Papilio polytes ledebouria Eschscholtz, 1821 – Fülöp-szigetek
- Papilio polytes liujidongi Huang, 2003 – Jünnan
- Papilio polytes mandane Rothschild, 1895 – Nyugat-Kína
- Papilio polytes messius Fruhstorfer, 1909 – Lombok
- Papilio polytes nicanor C. & R. Felder, 1865 – Bachan, Halmahera, Morotai, Obi és Ternate
- Papilio polytes nikobarus C. Felder, 1862 – Nikobár-szigetek
- Papilio polytes pasikrates Fruhstorfer, 1908 – Fülöp-szigetek (Batanes) és Kínai Köztársaság
- Papilio polytes perversus Rothschild, 1895 – Sangir & Talaud
- Papilio polytes polycritos Fruhstorfer, 1902 – Banggai, Sula-sziget
- Papilio polytes polytes Linnaeus, 1758 – Indokína, Kína és Kínai Köztársaság
- Papilio polytes romulus Cramer, [1775] – India, Mianmar és Srí Lanka
- Papilio polytes sotira Jordan, 1909 – Sumbawa
- Papilio polytes steffi (Page & Treadaway, 2003) – a Fülöp-szigetek-i Bongao, Sibutu és Tawitawi
- Papilio polytes stichioides Evans, 1927 – Andamán-szigetek
- Papilio polytes theseus Cramer, [1777] – Szumátra és Borneó
- Papilio polytes timorensis C. & R. Felder, 1864  – Babar-szigetek, Wetar, Leti, és meglehet, hogy Timoron is
- Papilio polytes tucanus Jordan, 1909 – Tukangbesi-szigetek
- Papilio polytes vigellius Fruhstorfer, 1909 – Bawean

## Megjelenése
A közönséges mormon pillangó a mimikrinek köszönhetően, változatos megjelenéshez jutott. Például a lepke nősténye más pillangóféléket utánozz; ezek közül a legtöbbet utánzottak a Pachliopta aristolochiae és a Pachliopta hector. A rovar átlagos szárnyfesztávolsága 90–100 milliméter. Alapszíne fekete, melyen fehér és vörös pontokból sorok állnak össze. A hímnek csak egy alakja van: az alapszíne sötét; az elülső szárnyakon több fehér pont van – ezek mérete a szárny vége felé egyre kisebb lesz; a hátsó szárnyain egy sáv és több, elnyújtott fehér folt látható; a vörös félholdszerű mintázat a szárnyak szélén egyeseknél hiányozhat. A hím általában kisebb a nősténynél, de nem mindig. Mindkét nembéli mérete változhat az elterjedési területtől függően.
A nősténynek három alakja van:
- cyrus – nagyon hasonlít a hímhez, azonban a szárnyvégi vörös félholdszerű mintázata élénk. A három alak közül ez a legritkább. Ott gyakori, ahol hiányzanak a Pachliopta aristolochiae és a Pachliopta hector lepkefajok. Néha a romulus alak is megtalálható mellette.
- stichius – főleg a Pachliopta aristolochiae-t utánozza. Ez a leggyakoribb alak.
- romulus – a Pachliopta aristolochiae-t és a Pachliopta hector-t utánozza; de nem annyira jól, mint az előbbi alak. Az elterjedési területén igen gyakori.

A günandromorf alakok sem ritkák; az olyan példányok, melyek egyaránt mutatnak hím és nőstény jellegzetességeket is.

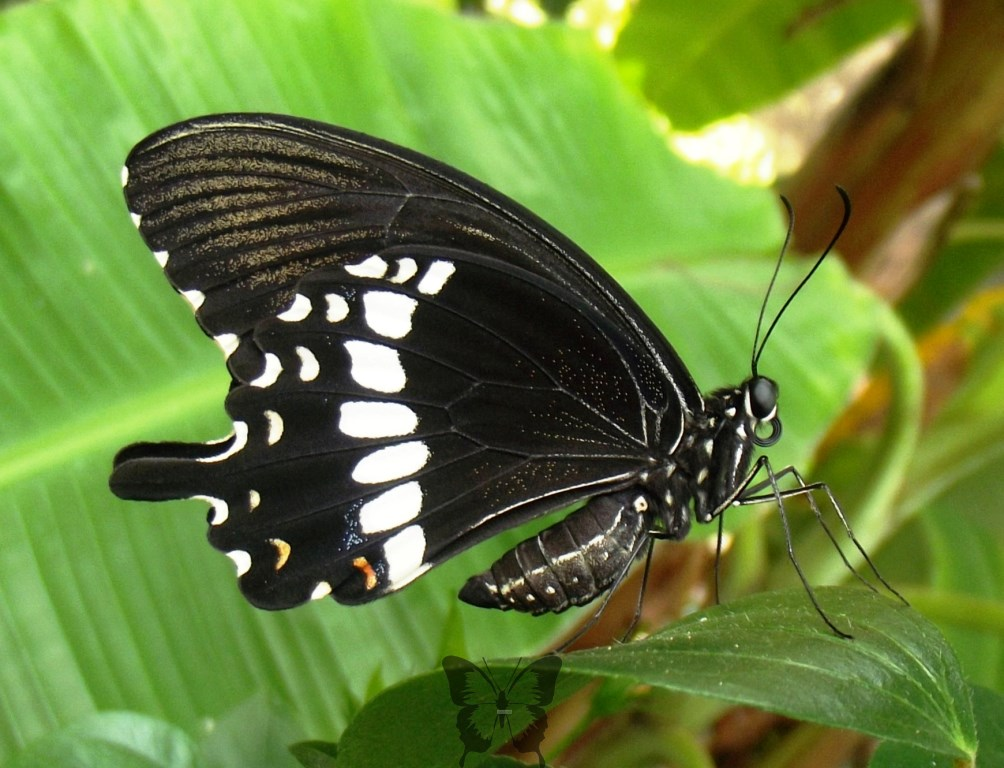
Hím cyrus
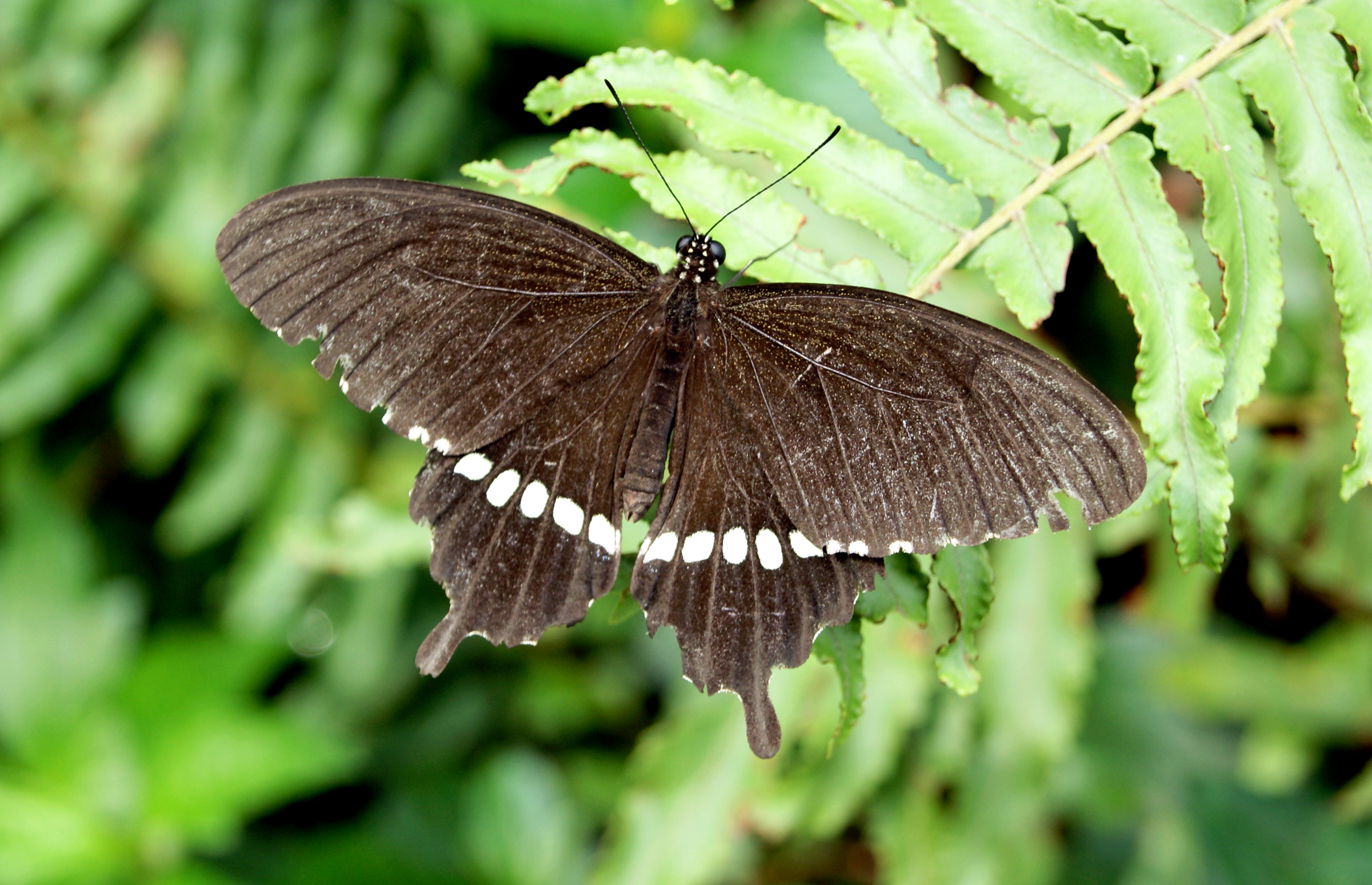
Felnőtt cyrus; a neme nem ismert
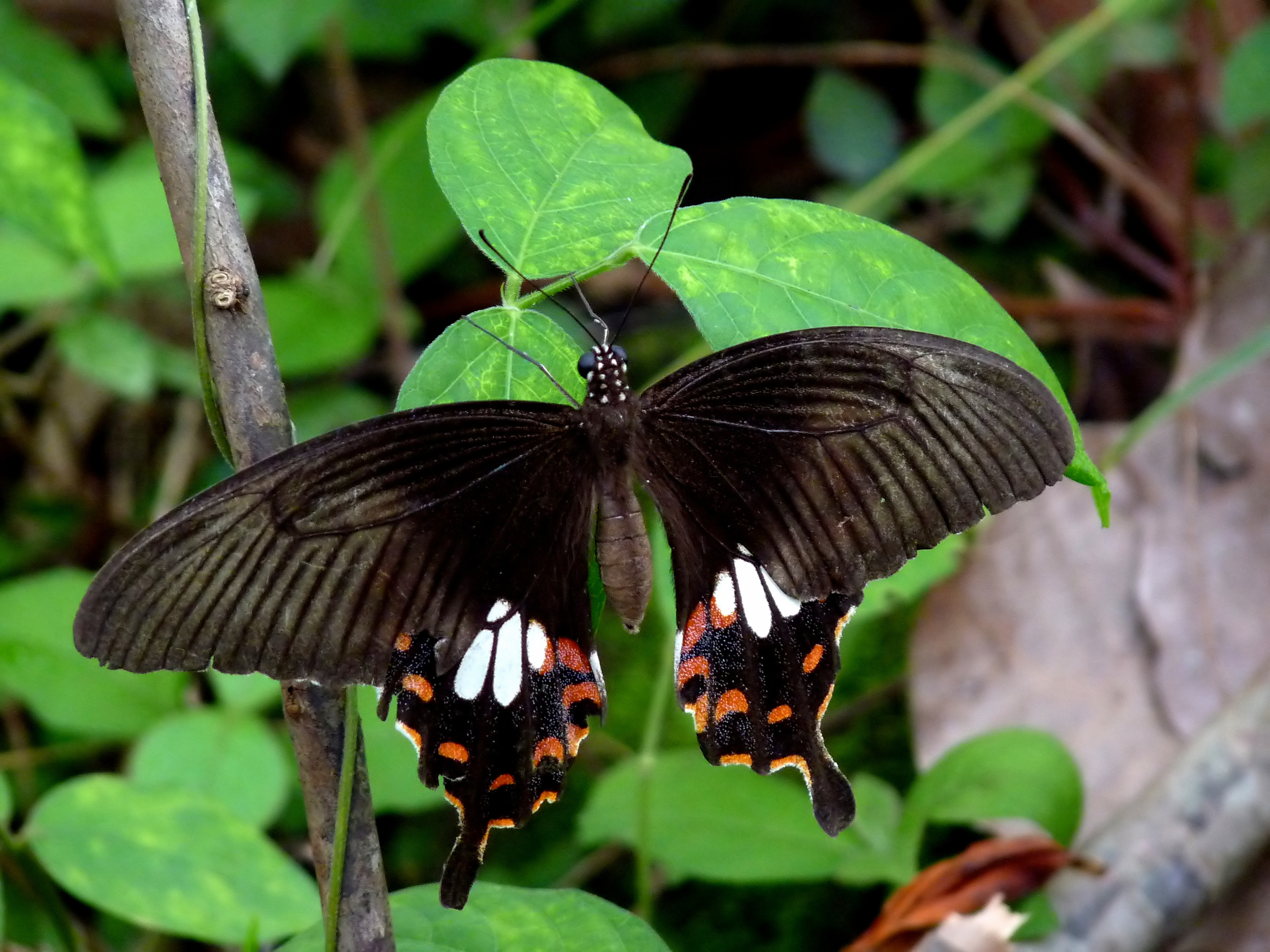
Nőstény stichius
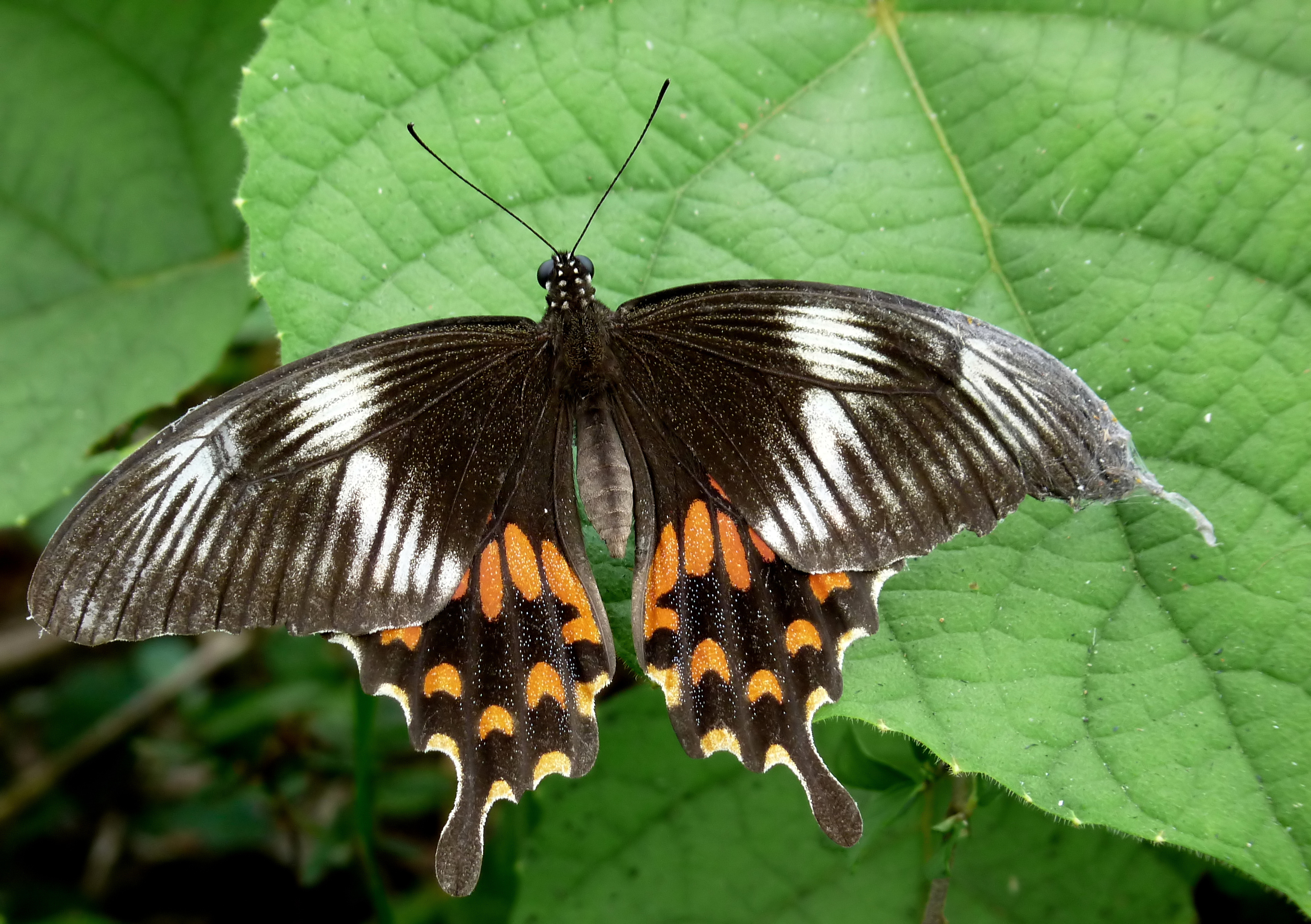
Nőstény romulus
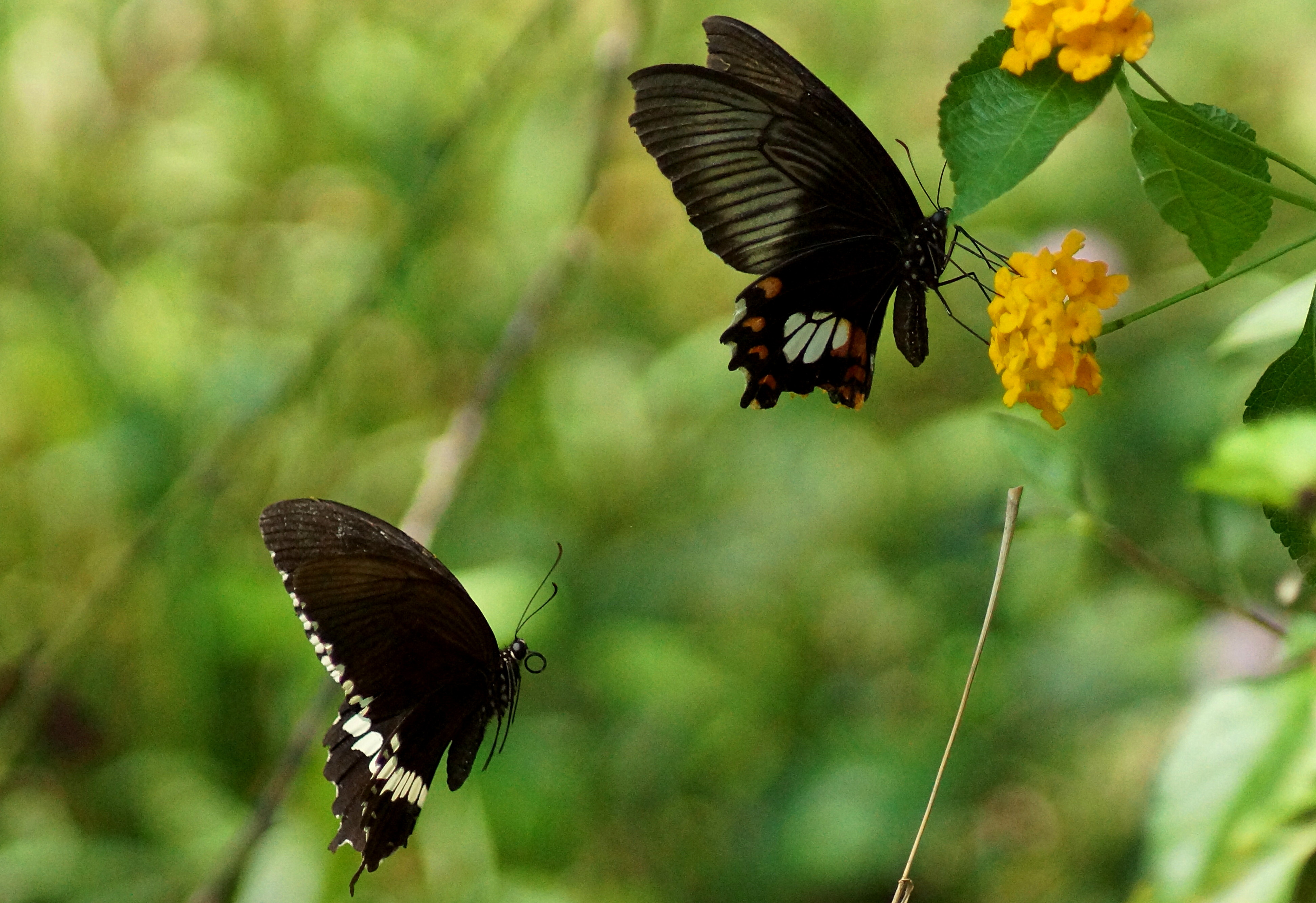
Udvarló példányok

## Életmódja
Az imágó a virágok nektárjával táplálkozik. A hernyó pedig különböző rutaféléket (Rutaceae) fogyaszt, mint például: Aegle marmelos, Atalantia racemosa, Citrus-fajok, Glycosmis arborea, Murraya koenigii és narancsjázmin (Murraya paniculata).

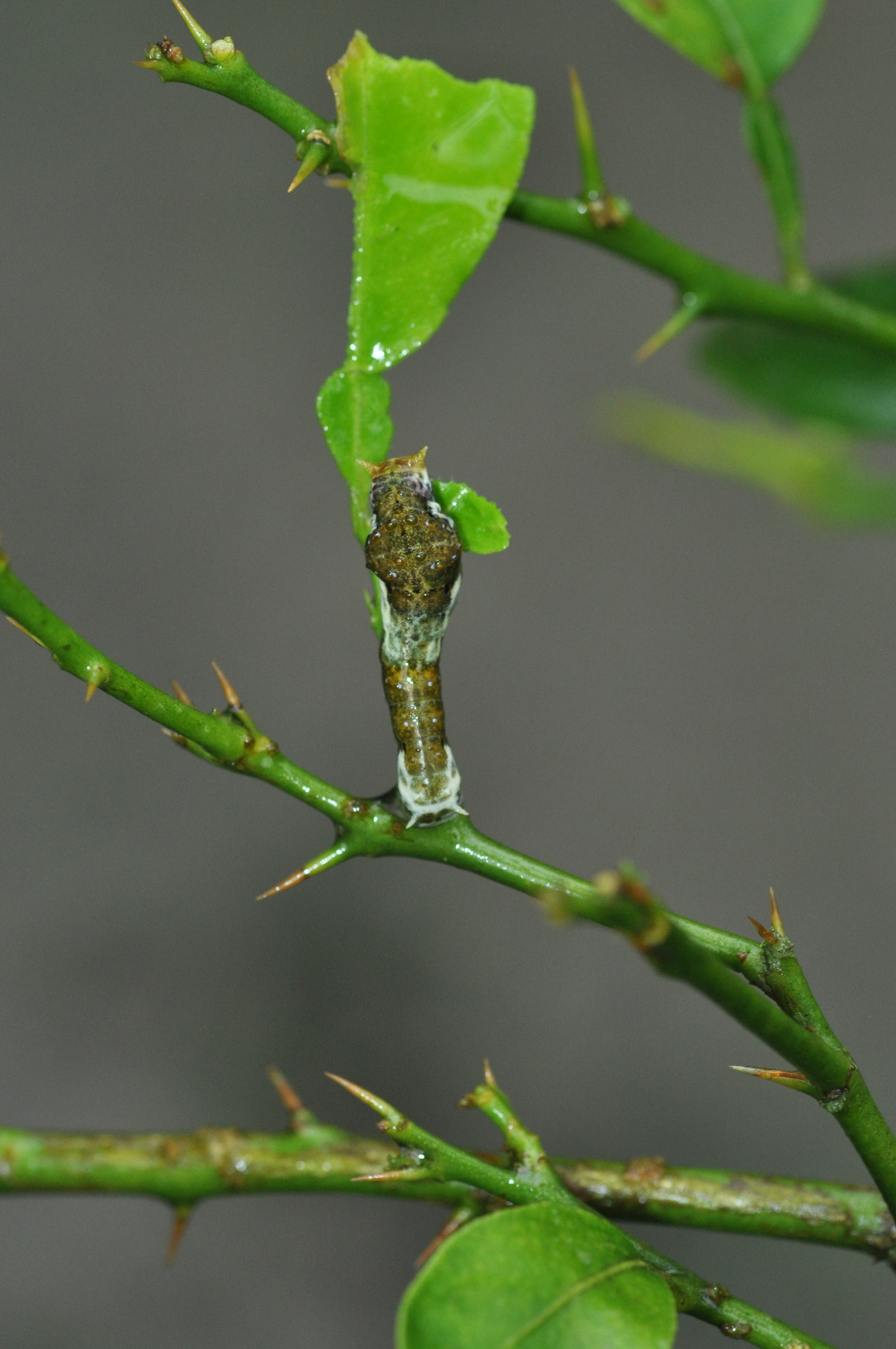
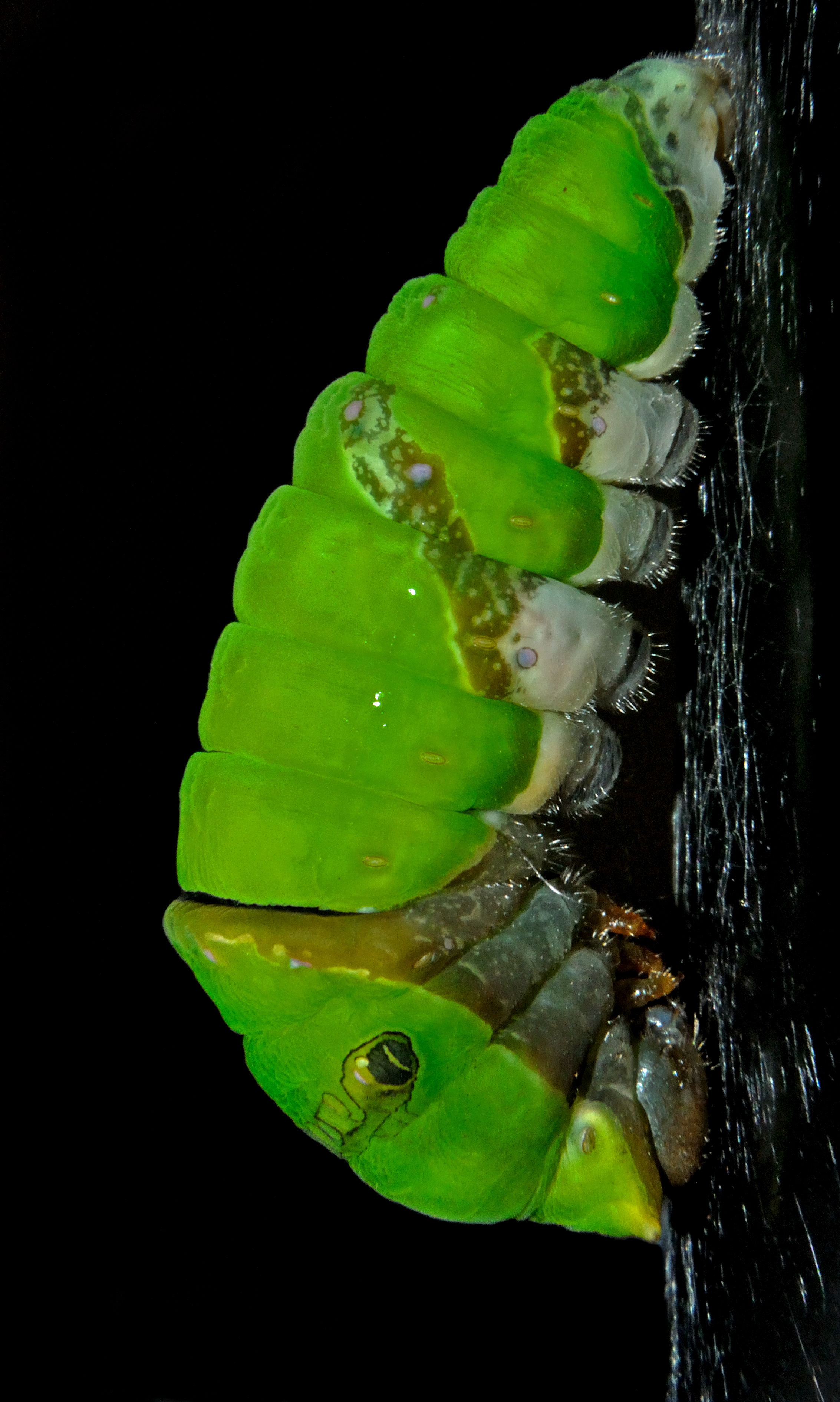
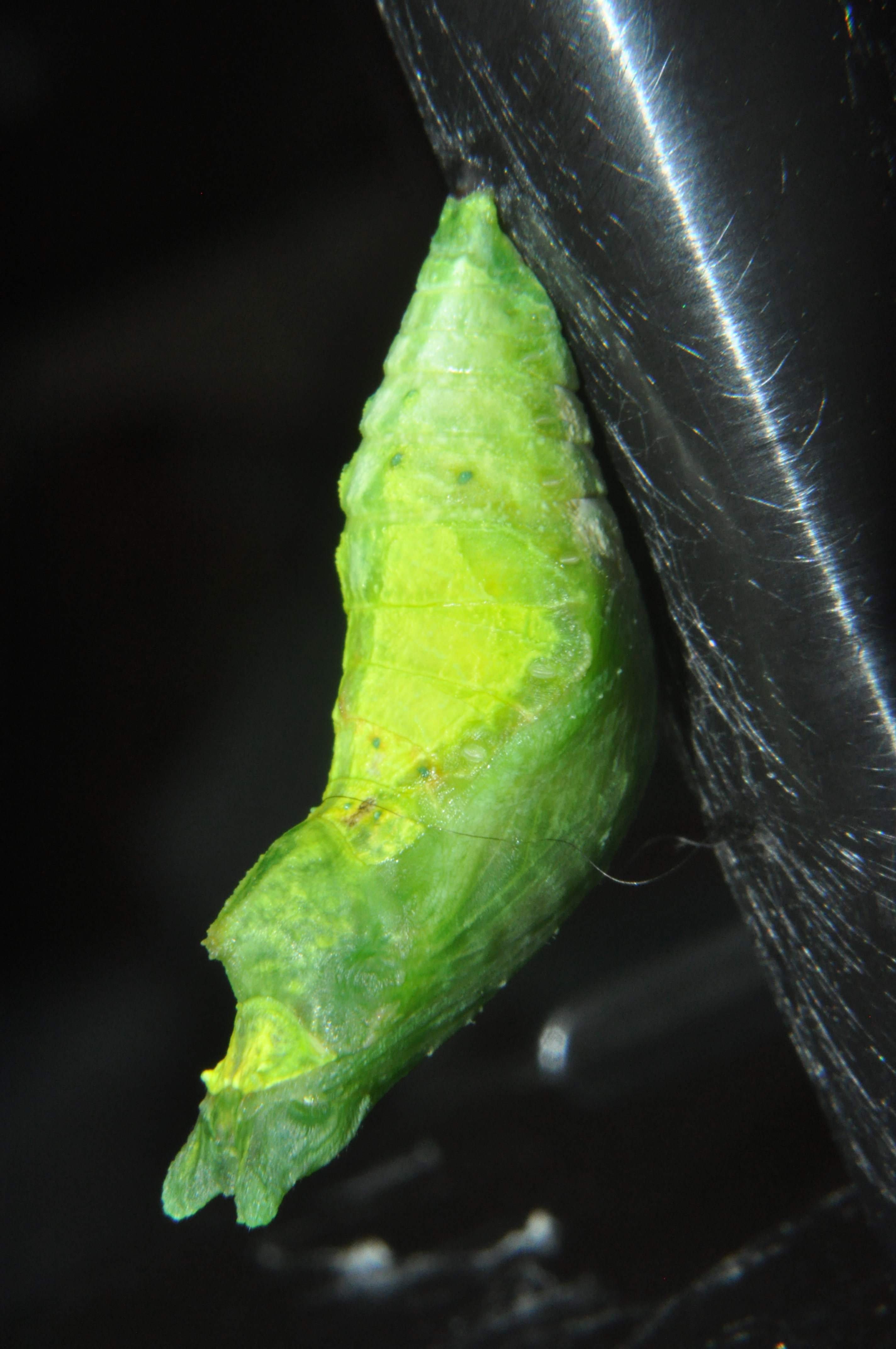

## Rokonai
A Papilio nemen belül a közönséges mormon pillangó és a Papilio ambrax Boisduval, 1832, valamint a Papilio phestus Guérin-Méneville, 1830 az úgynevezett polytes fajkomplexum alkotói.

### Fordítás
- Ez a szócikk részben vagy egészben  a   Papilio polytes című angol Wikipédia-szócikk ezen változatának fordításán alapul.  Az eredeti cikk szerkesztőit annak laptörténete sorolja fel. Ez a jelzés csupán a megfogalmazás eredetét és a szerzői jogokat jelzi, nem szolgál a cikkben szereplő információk forrásmegjelöléseként.